# Бахрам Маваддат
Бахрам Маваддат (перс. بهرام مودت, нар. 30 січня 1950) — іранський футболіст, що грав на позиції воротаря.
Виступав, зокрема, за клуби «Шахін» та «Сепахан», а також національну збірну Ірану.

## Клубна кар'єра
У дорослому футболі дебютував 1965 року виступами за команду клубу «Шахін», в якій провів п'ять сезонів. 
Своєю грою за цю команду привернув увагу представників тренерського штабу клубу «Пайкан», до складу якого приєднався 1970 року. Відіграв за тегеранську команду наступні три сезони своєї ігрової кар'єри.
У 1973 році уклав контракт з клубом «Персеполіс», у складі якого провів наступні три роки своєї кар'єри гравця. 
У 1976 році перейшов до клубу «Сепахан», за який відіграв 2 сезони.  Завершив професійну кар'єру футболіста виступами за команду «Сепахан» у 1978 році.

## Виступи за збірну
Викликався до національної збірної Ірану. 
У складі збірної був учасником чемпіонату світу 1978 року в Аргентині.

## Титули і досягнення
- Володар Кубка Азії: 1972
- Переможець Азійських ігор: 1974